# Liste der Kulturdenkmäler in Eisighofen
In der Liste der Kulturdenkmäler in Eisighofen sind alle Kulturdenkmäler der rheinland-pfälzischen Ortsgemeinde Eisighofen aufgeführt. Grundlage ist die Denkmalliste des Landes Rheinland-Pfalz (Stand: 8. Dezember 2023).

## Einzeldenkmäler
| Bezeichnung | Lage                | Baujahr                           | Beschreibung | Bild |
| ----------- | ------------------- | --------------------------------- | --- | ---- |
| Wohnhaus    | Mühlgasse 1 Lage    | 17. oder 18. Jahrhundert          | verputztes Fachwerkhaus, Verschieferung bezeichnet 1844, wohl aus dem 17. oder 18. Jahrhundert                                | BW   |
| Wohnhaus    | Mühlgasse 2 Lage    | erste Hälfte des 17. Jahrhunderts | Fachwerkhaus, teilweise massiv und verputzt, wohl aus der ersten Hälfte des 17. Jahrhunderts                                  | BW   |
| Wohnhaus    | Oberstraße 4 Lage   | 17. oder 18. Jahrhundert          | Fachwerkhaus, teilweise massiv, verputzt, wohl aus dem 17. oder 18. Jahrhundert, Querbau mit Torfahrt                         | BW   |
| Wohnhaus    | Unterstraße 10 Lage | erste Hälfte des 19. Jahrhunderts | Fachwerkhaus eines Dreiseithofs, verschiefert, wohl aus der ersten Hälfte des 19. Jahrhunderts; Gesamtanlage mit Nebengebäude | BW   |

## Ehemalige Kulturdenkmäler
| Bezeichnung | Lage              | Baujahr                           | Beschreibung | Bild |
| ----------- | ----------------- | --------------------------------- | --- | ---- |
| Wohnhaus    | Oberstraße 2 Lage | erste Hälfte des 19. Jahrhunderts | Fachwerkhaus einer Hofanlage, verputzt und verschiefert, Bleisprossenfenster, wohl aus der ersten Hälfte des 19. Jahrhunderts; abgebrochen und aus Denkmalliste gelöscht | BW   |